# Hibbertia tricornis
Hibbertia tricornis är en tvåhjärtbladig växtart som beskrevs av Toelken. Hibbertia tricornis ingår i släktet Hibbertia och familjen Dilleniaceae. Inga underarter finns listade i Catalogue of Life.